# Leucauge ilatele
Leucauge ilatele là một loài nhện trong họ Tetragnathidae.
Loài này thuộc chi Leucauge. Leucauge ilatele được miêu tả năm 1955 bởi Marples.